# 拉库尔
拉库尔（法語：Lacourt，法語發音：[lakuʁ]）是法国阿列日省的一个市镇，属于圣日龙区。

## 地理
拉库尔（42°56'45"N, 1°10'29"E）面积16.5 平方千米，位于法国奧克西塔尼大區阿列日省，该省份为法国西南部内陆省份，西部和北部与上加龙省接壤，东临奥德省，东南至东比利牛斯省接壤，南与安道尔和西班牙接壤。
与拉库尔接壤的市镇（或旧市镇、城区）包括：阿洛、昂库尔蒂耶克、埃尔普、埃谢伊、里韦尔内尔、苏埃克斯-罗加勒、穆利。

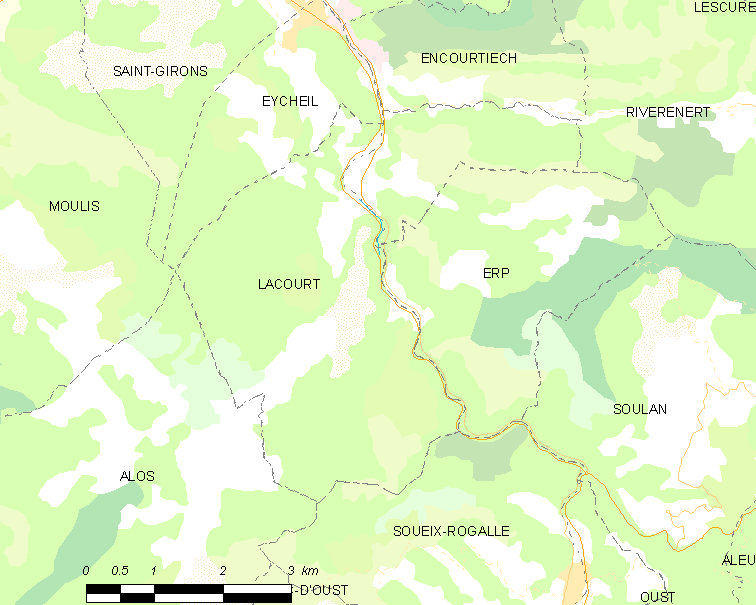
拉库尔的OSM定位图

拉库尔的时区为UTC+01:00、UTC+02:00（夏令时）。

## 行政
拉库尔的邮政编码为09200，INSEE市镇编码为09149。

## 政治
拉库尔所属的省级选区为库斯朗东县。

## 人口

1962-2008年间拉库尔人口变化图示

拉库尔于2022年1月1日时的人口数量为201人。